# Спортивные игры (журнал)
«Спорти́вные и́гры» — советский и российский спортивно-методический журнал, издававшийся в 1955—1994 годах на русском языке в Москве.

## История журнала
Издавался в Москве Комитетом по физической культуре и спорту при Совете Министров СССР. Журнал был посвящён различным проблемам теории и практики спортивных игр. Рассказывал об игровых видах спорта (футбол, хоккей, баскетбол, теннис и др.). Публиковал результаты спортивных соревнований.
Журнал печатал статьи о передовом опыте организации работы по спортивным играм, научные и методические статьи по системе обучения и тренировки команд, анализирует творческие поиски лучших тренеров, дает квалифицированные советы по проведению соревнований.

## Редакторы журнала
Первым главным редактором журнала стал Соколов, Алексей Андреевич (1955 № 1 — 1957 № 5). Авторитетный в отечественном футболе человек, он очень помог становлению журнала.
В редакционную коллегию журнала вошли С. П. Белиц-Гейман, Г. Л. Качалин, А. Ю. Кистяковский. Г. М. Куколевский, В. А. Осколкова, С. А. Савин, Н. В. Семашко, М. Д. Товаровский, К. И. Травин, М. А. Черепков, И. П. Шрамков. В дальнейшем в состав редакции входили такие известные в мире спорта люди как А. П. Старостин, А. В. Тарасов, О. С. Чехов, Л. И. Яшин.
Ответственным секретарем редакции являлся Чернышев, Анатолий Петрович, который в 1957 году стал главным редактором журнала (1957 № 7—1960 № 2 — и. о. главного редактора).
В 1968 году главным редактором журнала был назначен Новоскольцев, Владимир Андреевич, до этого работавший главным редактором газеты «Советский спорт» (1958—1968). Он был президентом Федерации спортивных журналистов СССР. Являлся автором книг о Пьере де Кубертене.
В 1986 году журнал возглавил автор ряда книг о спортивных играх Рыжков, Дмитрий Леонтьевич.
Хронология деятельности главных редакторов журнала
- 1955 № 1 — 1957 № 5 — Соколов, Алексей Андреевич;
- 1957 № 5 — 1968 № 9 — Чернышев, Анатолий Петрович;
- 1968 № 10 — 1986 № 5 — Новоскольцев, Владимир Андреевич;
- 1986 № 6 — 1994 № 1 — Рыжков, Дмитрий Леонтьевич.

## Периодичность публикации
В год публиковалось 12 номеров. Исключение составил первый (1955) год издания (вышло 7 номеров) и три последних года (1992—1994), когда было опубликовано два (1992) и по одному выпуску (1993, 1994).
Номера объединялись только один раз: 1987. — 11/12 (390).
Всего за все годы было издано 443 физических выпусков журнала журнала.
- 1955—1955 —  25 000 экз.
- 1956—1956 —  45 000 экз.
- 1957—1957 —  50 000 экз.
- 1958—1958 —  51 000 экз.
- 1959—1959 —  60 000 экз.
- 1960—1960 —  66 000 экз.
- 1961—1961 —  75 000 экз.
- 1962—1963 — 100 000 экз.
- 1964—1965 — 150 000 экз.
- 1966—1966 — 180 000 экз.
- 1967—1967 — 200 000 экз.
- 1968—1972 — 250 000 экз.
- 1973—1976 — 170 000 экз.
- 1977—1979 — 160 000 экз.
- 1980—1990 — 150 000 экз.
- 1991—1991 — 120 000 экз.
- 1992—1994 —  50 000 экз.

## Наличие в библиотеках
- Российская национальная библиотека — Шифр хранения: П41/52[4]
- Центральная отраслевая библиотека по физической культуре и спорту — Полнотекстовый доступ (1955—1969 годы)[5]
- Сканы большинства номеров журнала (1955—1994) в открытом доступе на сайте Российской Национальной электронной библиотеки.